# T. Frank Hayes
T. Frank Hayes, född 6 juli 1883, död 27 mars 1965, var en amerikansk politiker som var viceguvernör i Connecticut från 1935 till 1939. Detta var under de två senare av de fyra tvååriga mandatperioder som Wilbur Lucius Cross var guvernör i delstaten.